# إبراهيم العلمي
إبراهيم العلمي (1930-2000) مطرب مغربي ينتمي لجيل الرواد ذو باع طويل في تاريخ الأغنية المغربية .

## بداية المشوار
إبراهيم العلمي علم آخر من أعلام الأغنية المغربيّة الأصيلة وقد كان فضلا عن الغناء يضع الكلمات والألحان لأغانيه وأغاني غيره من المطربين بمن في ذلك أصحاب الأسماء اللاّمعة مثل إسماعيل أحمد ؛ وقد ولد بالدّار البيضاء سنة 1930 ولم يستمرّ طويلا في التّعليم حيث توقّف عند المرحلة الابتدائيّة وبدأ عزف العود والغناء من الأربعينات وكان يؤدّي أغاني عبد الوهاب وأمّ كلثوم قبل أن يلتحق بجيل روّاد الأغنية المغربيّة بعد الاستقلال ويستقلّ بأغانيه الخاصّة به، وقد ظهرت أغنيته الشّهيرة ما احلى إفران، وهي ضمن المجموعة الّتي أقدّمها لكم، سنة 1957 ؛ وتبوّأ منصب قائد جوق الإذاعة سنة 1967 ؛ وظلّ نشطا كمطرب وملحّن حتّى نهاية الثّمانينات

## مكانة إبراهيم العلمي
إبراهيم العلمي هو اختزال لكل الألوان الموسيقية المغربية بتلويناتها وجمالياتها اعتمد هذا الفنان الراحل الذي هو بحق رمز من رموز الموسيقى المغربية على معادلة قلة من استطاع العمل بها إذ لم ينطلق من قاعدة إخضاع الجملة اللحنية للإيقاع أو إخضاع الإيقاع للجملة اللحنية بل كانت له طريقة فريدة لم يسبقه لها أحد ولم يعاود تجريبها ملحن بحيث كانت له القدرة على تلحين الحركات الإيقاعية بتعقيداتها وصعوباتها ونجد لذلك مثالا حيا في تصويره لدقة المراكشية لحنيا لا إيقاعيا في أغنيته الشهيرة ” ذوب يا قلبي ذوب ” إذ بانتقاله إلى الجملة اللحنية
التي يقول فيها
قلبي أتفق معا عيني
كرهوني وهربو مني
خاصموني و عشقو غيري
هما يا لي عذبوني
الرئيس الراحل بورقيبة الذي أهداه وساما تكريما له ولمسيرته الفنية الزاخرة بالعطاء

## الوفاة
توفي إبراهيم العلمي سنة 2000 عن 70 عاماً بعد صراع مع المرض